# Liste der Baudenkmäler in Gleißenberg
Auf dieser Seite sind die Baudenkmäler in der Oberpfälzer Gemeinde Gleißenberg zusammengestellt. Diese Tabelle ist eine Teilliste der Liste der Baudenkmäler in Bayern. Grundlage ist die Bayerische Denkmalliste, die auf Basis des Bayerischen Denkmalschutzgesetzes vom 1. Oktober 1973 erstmals erstellt wurde und seither durch das Bayerische Landesamt für Denkmalpflege geführt wird. Die folgenden Angaben ersetzen nicht die rechtsverbindliche Auskunft der Denkmalschutzbehörde.

## Baudenkmäler nach Ortsteilen

### Gleißenberg
| Lage                      | Objekt                                           | Beschreibung | Akten-Nr.             | Bild           |
| ------------------------- | ------------------------------------------------ | --- | --------------------- | -------------- |
| Hauptstraße 12 (Standort) | Ehemaliger Pfarrstall                            | Flachsatteldachbau mit Blockbau-Kniestock und Gewölben, Bruchstein-, Ziegel- und Großquadermauerwerk, bezeichnet mit 1858                                                                                                  | D-3-72-128-3 Wikidata | weitere Bilder |
| Hauptstraße 14 (Standort) | Katholische Pfarrkirche St. Bartholomäus         | Saalbau mit Walmdach, eingezogenem Chor und Chorflankenturm mit Spitzdach, Putzgliederungen, 1857/58 unter Einbeziehung mittelalterlicher Teile, mit Ausstattung; Friedhofbefestigung, Bruchstein, Granit, 18. Jahrhundert | D-3-72-128-2 Wikidata | weitere Bilder |
| Hirschenberg (Standort)   | Forstdiensthütte, sogenannte Gleißenberger Hütte | Eingeschossiger und giebelständiger Blockbau mit Flachsatteldach, verschindelt und verschalt, mit umlaufender Veranda, Bruchsteinsockel, 19. Jahrhundert                                                                   | D-3-72-128-5 Wikidata | BW             |